# 265 (عدد)
265 هو عدد صحيح طبيعي بين 264 و266

## في الرياضيات

### خصائص
- 265 عدد فردي
- 265 عدد ناقص
- 265 عدد مضلعي (28 أضلاع-...)